# アンドレアス・エシュバッハ
アンドレアス・エシュバッハ（Andreas Eschbach、1959年9月15日 - ）は、ドイツのSF作家。男性。ドイツ南部のバーデン＝ヴュルテンベルク州ウルム生まれ。シュトゥットガルト大学航空宇宙工学科卒。
1995年に初の長編を発表して以来、ドイツの主要SF賞であるドイツSF大賞とクルト・ラスヴィッツ賞をどちらも複数回受賞。SFと冒険小説を融合させた作風で高く評価され、その作品はドイツ語圏のみならずヨーロッパの諸言語に翻訳され各地で人気を博している。

## 略歴
大学卒業後はコンピュータ・コンサルタント会社を経営。1995年、初の長編小説『毛髪絨毯編み』（未訳 Die Haarteppichknüpfer）を発表。この作品は翌年、ドイツSFクラブ（Science Fiction Club Deutschland、略称SFCD）が選考するドイツSF大賞を受賞した。
1996年に専業作家となる。1996年、近未来の日本の宇宙ステーションで起こった殺人事件とそれに端を発する陰謀を描いた長編第2作『ソーラーステーション』（未訳 Solarstation）を発表。この作品と、1998年発表の長編第3作『イエスのビデオ』、2004年発表の長編"Der Letzte seiner Art"（未訳）の3作品はドイツSF大賞およびクルト・ラスヴィッツ賞の二冠に輝いている。クルト・ラスヴィッツ賞はドイツ語圏のSF創作の先駆者であるクルト・ラスヴィッツ（1848-1910）の名を冠した賞で、ドイツ内外のSF専門家が選考を務める。
エシュバッハはその後もドイツのSF賞を複数回受賞。また国外ではフランスのイマジネール大賞（旧称 フランスSF大賞）やベルギーのボブ・モラーヌ賞も複数回受賞している。日本では、2003年に翻訳出版された『イエスのビデオ』が早川書房の『SFが読みたい!』で第10位、2022年の『NSA』は第６位にランクインしている。
宇宙英雄ペリー・ローダンシリーズの執筆にも参加。また、一般向けのSF小説以外に児童・ヤングアダルト向けのSF小説も執筆している。日本では2002年発表の『パーフェクトコピー』が翻訳出版されている。

## 主な受賞歴
- ドイツSF大賞（ドイツ語版）
  - 1996年 – 長編部門 （Die Haarteppichknüpfer）
  - 1997年 – 長編部門 （Solarstation）
  - 1998年 – 短編部門 （Die Wunder des Universums）
  - 1999年 – 長編部門 （『イエスのビデオ』 Das Jesus Video）
  - 2004年 – 長編部門 （Der Letzte seiner Art）
- クルト・ラスヴィッツ賞
  - 1997年 – 長編部門 （Solarstation）
  - 1999年 – 長編部門 （『イエスのビデオ』 Das Jesus Video）
  - 2000年 – 長編部門 （Kelwitts Stern）
  - 2002年 – 長編部門 （Quest）
  - 2004年 – 長編部門 （Der Letzte seiner Art）
  - 2008年 – 長編部門 （Ausgebrannt）
  - 2009年 – 短編部門 （Survival-Training）
  - 2010年 – 長編部門 （Ein König für Deutschland）
  - 2012年 – 長編部門 （Herr aller Dinge）
  - 2019年 - 長編部門 （NSA）

## 日本語訳作品
一般向けSF小説
- イエスのビデオ（上下巻）（訳：平井吉夫、2003年2月、早川書房 ハヤカワ文庫NV、ISBN 4150410305、ISBN 4150410313）（Das Jesus Video (1998)）
- NSA（上下巻）（訳：赤坂桃子、2022年1月、早川書房 ハヤカワ文庫SF、ISBN 978-4150123529、ISBN 978-4150123536）

児童・ヤングアダルト向けSF小説
- パーフェクトコピー （訳：山崎恒裕、2004年11月、ポプラ社、ISBN 4591083500）（Perfect Copy (2002)）